# Ordre de l'Empire britannique
L'ordre de l'Empire britannique (en anglais : Most Excellent Order of the British Empire) est un ordre de chevalerie du système honorifique britannique, établi en 1917 par le roi George V.
La devise chevaleresque est For God and the Empire (« Pour Dieu et l'Empire »).
L'ordre compte 100 000 membres vivants partout dans le monde, y compris le Commonwealth, tous grades confondus. Il a son siège à la cathédrale Saint-Paul de Londres où se trouve, dans la crypte, une chapelle qui lui est dédiée.

## Composition
Le monarque britannique est souverain de l'ordre et nomme tous les autres membres de l'ordre (par convention, sur avis des gouvernements du Royaume-Uni et de certains pays du Commonwealth). Le second de l'ordre est le grand maître. Cette fonction est occupée, de 1953 à 2021, par le prince Philip, duc d'Édimbourg, et depuis le 23 avril 2024, par la reine consort Camilla.
L'ordre comporte deux divisions et cinq classes.

### Divisions
|             | Civile | Militaire |
| ----------- | ------ | --------- |
| 1917–1935   |        |           |
| Depuis 1936 |        |           |

### Grades
Les cinq grades sont, par ordre décroissant de préséance (titre abrégé entre parenthèses) :
- 1re classe : chevalier grand-croix / dame grand-croix de l'Empire britannique (Knight / Dame Grand Cross of the British Empire) (GBE) ;
- 2e classe : chevalier commandeur / dame commandeur de l'Empire britannique (Knight / Dame Commander of the British Empire) (KBE/DBE) ;
- 3e classe : commandeur de l'Empire britannique (Commander of the British Empire) (CBE) ;
- 4e classe : officier de l'Empire britannique (Officer of the British Empire) (OBE) ;
- 5e classe : membre de l'Empire britannique (Member of the British Empire) (MBE).

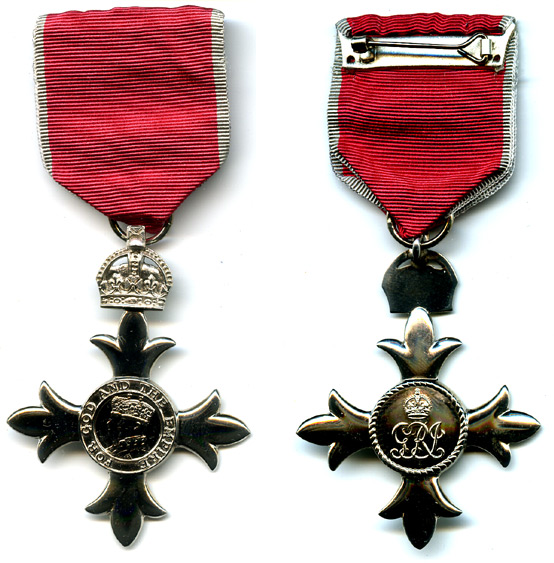
L'avers et revers d'insigne MBE.

Les deux premières classes peuvent faire précéder leur prénom du titre de sir ou dame. Les épouses des chevaliers des deux premières classes peuvent également prétendre au titre de dame.

## Insignes

### Manteau
Le manteau (ou mante) de l'ordre, porté par les seuls membres de la 1re classe, est une cape de satin rosé doublé de soie gris perle et brodé du côté gauche de la plaque de l'ordre (il était auparavant en satin jaune doublé de soie bleu).

### Collier
Le collier de l'ordre, porté également par les seuls membres de la 1re classe, est une chaîne d'argent constituée de douze maillons portant alternativement les armes royales et le monogramme GRI (Georgius Rex Imperator (la) : « George roi et empereur »).
Le collier n'est porté que pour certaines occasions, désignées par le souverain et appelée collar days. Il est restitué à l'ordre au décès de son titulaire.

### Plaque
La plaque, portée par les membres des 1re et 2e classes, est une étoile à huit branches, centrée d'un médaillon figurant les profils couronnés de George V et de la reine, Mary de Teck et cerclé de rouge avec la devise de l'ordre en lettres d'or. Elle était auparavant centrée d'une figure de Britannia.

### Croix
La croix de l'ordre est en argent, à quatre branches égales fleurissantes. Elle est centrée d'un médaillon figurant les profils couronnés de George V et de la reine Mary de Teck et entouré de la devise de l'ordre. Au revers, le monogramme impérial et royal de George V : GRI (Georgius Rex Imperator). La croix est sommée de la couronne impériale fermée. Le ruban est rosé, bordé de gris perle (auparavant violet uni), avec une bande centrale pour la division militaire. Le port et l'aspect varient selon la classe :
- 1re classe : émaillée bleu clair pour les branches de la croix et cramoisi pour l'anneau central. Elle est portée en ceinture ou à une écharpe passant de l'épaule droite à la hanche gauche ;
- 2e et 3e classes (hommes) : émaillée bleu clair pour les branches de la croix et cramoisi pour l'anneau central. Elle est portée à un ruban en cravate ;
- 2e et 3e classes (femmes) : émaillée bleu clair pour les branches de la croix et cramoisi pour l'anneau central. Elle est portée à un nœud de ruban à l'épaule gauche ;
- 4e classe (hommes) : en or (ou vermeil), non émaillée. Elle est portée à un ruban sur la poitrine gauche ;
- 4e classe (femmes) : en or (ou vermeil), non émaillée. Elle est portée à un nœud de ruban à l'épaule gauche ;
- 5e classe (hommes) : en argent, non émaillée. Elle est portée à un ruban sur la poitrine gauche ;
- 5e classe (femmes) : en argent, non émaillée. Elle est portée à un nœud de ruban à l'épaule gauche.

### Médaille
La médaille de l'Empire britannique est formée d'un médaillon circulaire en argent. Sur l'avers figure une image de Britannia entourée de la devise For Meritorious Service. Au revers se trouve le monogramme impérial et royal de George V, avec les mots Instituted by King George V. Le nom du destinataire est gravé sur le rebord. Cette médaille, surnommée « le Gong », existe également en miniature.
De 1993 à 2012, elle n'est plus attribuée au Royaume-Uni, mais continue de l'être dans certains pays du Commonwealth. Elle est rétablie aux Îles britanniques en 2012 pour récompenser le travail et l'engagement de personnes ordinaires auprès de la communauté.

## Récipiendaires

### Conditions de réception
Seuls les sujets de l'Empire britannique (Royaume-Uni et Commonwealth) peuvent être membres de l'ordre.
L'ordre est, par ailleurs, limité dans le nombre de ses membres à :
- 1e classe : 300 pour les chevaliers / dames grand-croix ;
- 2e classe : 845 pour les chevaliers / dames commandeurs ;
- 3e classe : 8 960 pour les commandeurs ;
- 4e et 5e classe : sans limite de nombre, mais seuls 858 officiers et 1 464 membres peuvent être nommés chaque année.

Ainsi, les rares étrangers élevés dans cet ordre, comme Stéphane Bern en 2014, ne le sont qu'à titre honoraire et ne peuvent se prévaloir du titre de sir/dame — à moins qu'ils ne deviennent sujets britanniques (tels sir Yehudi Menuhin et sir John Paul Getty Jr.). Les membres honoraires ne sont pas pris en compte dans les quotas des classes et des nominations.

### Réception pour acte de bravoure
Initialement destiné à reconnaître le mérite, les premières classes de l'ordre ont, durant la Seconde guerre Mondiale, beaucoup été décernées pour des actes de bravoure (civile ou militaire) qui ne justifiaient pas la Croix de Georges. Ainsi, à partir du 14 janvier 1958, les nominations à ce titre dans l'ordre sont désignées pour la bravoure et les insignes sont adjoints de deux feuilles de chêne argenté croisées sur le ruban. Les promotions dans l'ordre restent indépendantes des nominations pour la bravoure.
En 1974, les nominations à l'ordre de l'Empire britannique pour bravoure sont remplacées par la médaille de la bravoure de la Reine.

### Récipiendaires célèbres

Blason des Cornwall-Legh, barons Grey de Codnor.

Liste non exhaustive. Pour une liste complète des articles existants, voir Catégorie:Ordre de l'Empire britannique.
- Adele (née en 1988), membre de l'ordre. Chanteuse britannique.
- Jenny Agutter (née en 1952) officier dans l' ordre, actrice britannique.
- Emily Anderson (1891-1962), officier de l'ordre, écrivaine et musicologue
- Robert Patrick (1890-1963), diplomate néo-zélandais.
- Ian Anderson  (né en 1947) chanteur soliste et flûtiste du groupe rock britannique Jethro Tull.
- Uduak Archibong, infirmière et enseignante nigériane, nommée membre de l'ordre en 2015.
- Rowan Atkinson (né en 1955), commandeur de l’ordre. Acteur, humoriste, scénariste britannique.
- John Barrowman (né en 1967), membre de l'ordre. Acteur, chanteur et présentateur de télévision britanno-américain
- The Beatles (John Lennon (1940-1980), Paul McCartney (né en 1942), George Harrison (1943-2001) et Ringo Starr (né en 1940)), musiciens, chanteurs et auteurs compositeurs, membres de l'ordre britannique depuis le 26 octobre 1965. Groupe rock formé en 1960.
- Blackpink (Rosé (née en 1997), Jisoo (née en 1995), Jennie (née en 1996), Lisa (née en 1997)) Chanteuses membres du groupe de k-pop.
- Bono, (né en 1960), chevalier commandeur de l’ordre (KBE). Chanteur et leader du groupe de rock irlandais U2.
- Stéphane Bern (né en 1963), officier dans l'ordre. Présentateur de télévision et écrivain français.
- Valerie Bloom (née en 1956), poétesse d'origine jamaïcaine et romancière
- Kate Bush (née en 1958), commandeur de l'ordre. Autrice-compositrice-interprète britannique.
- Eric Clapton (né en 1945), commandeur dans l'ordre. Guitariste de rock.
- Pamela Cook (1937-2013), membre de l'ordre. Musicienne britannique.
- Yvonne Cormeau (1909-1997), agente du Special Operations Executive (service secret britannique)
- Charles Cornwall-Legh (1903-1996), commandeur dans l'ordre. Baron héréditaire.
- Benedict Cumberbatch (né en 1976), commandeur dans l'ordre. Acteur britannique.
- Edwina Dunn (1958-), officière, entrepreneure
- Jonathan Edwards (né en 1966), commandeur dans l'ordre. Athlète britannique.
- Jane Fawcett (1921-2016), cryptologue britannique.
- Mercy ffoulkes-Crabbe (1894-1974), enseignante ghanéenne.
- Ken Follett (né en 1949), commandeur dans l’ordre. Écrivain gallois.
- Christopher Froome (né en 1985), officier dans l'ordre. Coureur cycliste.
- Barry Gibb (né en 1946), chevalier commandeur dans l'ordre, auteur, compositeur, interprète et membre du groupe pop Bee Gees
- David Gilmour (né en 1946), commandeur dans l'ordre, Chanteur et guitariste du groupe de rock Pink Floyd
- Sylvie Guillem (née en 1965), commandeur honoraire dans l'ordre. Danseuse étoile.
- Lewis Hamilton (né en 1985), membre de l'ordre. Pilote automobile, sept fois champion du monde de Formule 1.
- Tom Hardy (né en 1977), commandeur dans l'ordre, Acteur britannique.
- Annie Homasi, femme politique de Tuvalu.
- Anthony Hopkins (né en 1937), chevalier commandeur dans l'ordre. Acteur, compositeur, scénariste, réalisateur et producteur de cinéma britannique
- Mick Jagger (né en 1943), membre de l'ordre. Chanteur du groupe rock The Rolling Stones.
- Eva Jiřičná (née en 1939), commandeur de l'ordre de l'Empire Britannique (CBE). Architecte.
- Elton John (né en 1947), commandeur et chevalier dans l'ordre. Pianiste et compositeur.
- Harry Kane (né en 1993), membre de l'ordre, capitaine de l'équipe d'Angleterre de football et joueur du Bayern Munich
- Keira Knightley (née en 1985), officier dans l'ordre. Actrice britannique.
- Paul Langevin (1872-1946), commandeur dans l'ordre. Physicien, professeur au Collège de France.
- Hugh Laurie (né en 1959), commandeur dans l'ordre. acteur, producteur, musicien, chanteur et écrivain anglais.
- Germaine L'Herbier-Montagnon (1895-1986), officier dans l'ordre. Aviatrice, infirmière de la Croix-Rouge française, femme de lettres.
- Brian May (né en 1947), commandeur dans l'ordre. Guitariste du groupe rock Queen.
- Roger Moore (1927-2017), chevalier commandeur dans l'ordre (KBE). Acteur et auteur.
- Kate Mosse (1961), officier dans l'ordre, commandeur (2024) romancière.
- Selina Napa (née en 1964), membre de l'ordre. Joueuse et entraîneuse de netball, et députée au Parlement des Îles Cook.
- Jimmy Page (né en 1944), officier dans l'ordre. Guitariste du groupe rock Led Zeppelin.
- Alain Prost (né en 1955), officier dans l'ordre. Pilote automobile français, quatre fois champion du monde de Formule 1.
- Marcus Rashford (né en 1997), membre de l'ordre. Footballeur anglais jouant pour le FC Barcelone.
- Eddie Redmayne (né en 1982), membre de l’ordre. Acteur britannique.
- Albert Roper (1891-1969), commandeur dans l'ordre (CBE). Aviateur et investigateur du Droit Aérien International.
- Jimmy Savile (1926-2011), DJ et présentateur de télévision britannique. Prédateur sexuel et, selon la police, peut-être même un des pires agresseurs sexuels que le Royaume-Uni ait jamais connus, avec une activité étendue sur une soixantaine d'années.
- Ed Sheeran (né en 1991), membre de l’ordre. Auteur-compositeur-interprète.
- András Schiff (né en 1953), chevalier commandeur dans l'ordre (KBE). Pianiste, chef d'orchestre et compositeur.
- Joan Seccombe (née 1930) commandeur dans l'ordre. Femme politique britannique.
- Maggie Smith (1934-2024), dame commandeur dans l'ordre. Actrice britannique.
- Rod Stewart (né en 1945), commandeur dans l'ordre. Chanteur.
- Joan Sutherland (1926-2010), dame commandeur dans l'ordre. Soprano australienne.
- David Tang (1954-2017), homme d'affaires hongkongais et fondateur de Shanghai Tang (en).
- Elizabeth Taylor (1932-2011), dame commandeur dans l’ordre (DBE). Actrice britannico-américaine.
- Emma Thompson (née en 1959), dame commandeur dans l'ordre. Actrice britannique.
- J. R. R. Tolkien (1892-1973), commandeur dans l'ordre. Écrivain et professeur universitaire.
- Alan Turing (1912-1954), officier dans l'ordre. Mathématicien et cryptologue anglais.
- David Walliams (né en 1971), membre de l'ordre. Comédien britannique.
- Leah Williamson (née en 1997), membre de l’ordre. Capitaine de l’équipe d'Angleterre féminine de football et joueuse d’Arsenal Women Football Club.
- Victor Adebowale (née en 1962), membre de l'ordre. Ancien directeur général de l'entreprise d'aide sociale Turning Point.

### Une liste alternative: le refus des honneurs
Le 20 janvier 2012, à la demande de la BBC qui invoque le droit à la liberté de l'information, le gouvernement britannique fait paraître une liste de 277 personnalités qui refusèrent le titre de chevalier, dame, commandeur ou officier, entre 1951 et 1999, et qui sont morts depuis. Parmi elles se trouvent C. S. Lewis (en 1952), Graham Greene (en 1956), Aldous Huxley (en 1959), Evelyn Waugh (en 1959), Trevor Howard (en 1982), Roald Dahl (en 1986), Francis Bacon (en 1960), Sean O’Casey (en 1963), Lucian Freud (en 1977), etc. Le peintre Laurence Stephen Lowry refuse à cinq reprises, entre 1955 et 1976, les honneurs qui lui sont faits. John Oliver aurait également refusé cette distinction.
En 2003, l'historien et journaliste anglais Patrick French, a refusé d'être nommé membre de l'OBE, afin de « conserver son indépendance en tant qu'écrivain ». French a aussi déclaré : « Il est ridicule qu'une distinction accordée au XXIe siècle comporte le mot "Empire" ! »,.
À cette liste il convient d'ajouter ceux qui acceptèrent dans un premier temps les honneurs, pour les refuser par la suite, en raison d'un fait historique ou autre. Ainsi John Lennon renvoie-t-il sa médaille en 1969 qu'il avait obtenu quatre ans plus tôt, accompagnée d'une lettre manifestant son opposition à l'implication britannique dans l'affaire du Nigeria-Biafra (guerre du Biafra), ainsi qu'au soutien apporté par le Royaume-Uni aux États-Unis dans la guerre du Viêt Nam.